# Vinkensport
Vinkensport, nederländska för "finksport", är en djurtävling med bofinkar där man låter hanarna tävla i att göra flest fågelläten på en timme. Tävlingsformen förekommer främst i den nederländskspråkiga regionen Flandern i Belgien.
Vinkensport har sina rötter i tävlingar som hölls av flamländska köpmän år 1596, och anses vara en del av den flamländska kulturen. År 2007 uppskattades det finnas över 13 000 entusiaster, som kallas för vinkeniers, som föder upp 10 000 fåglar varje år. Djurrättsaktivister har motsatt sig sporten under en stor del av dess existens.

### Fotnoter
1. ↑  Dan Bilefsky (16 maj 2007). ”A Belgian contest for the birds” (på engelska). New York Times. https://www.nytimes.com/2007/05/16/world/europe/16iht-finch.5.5742355.html. Läst 7 augusti 2018.
2. ↑  Dan Bilefsky (21 maj 2007). ”One-Ounce Belgian Idols Vie for Most Tweets Per Hour” (på engelska). New York Times. https://www.nytimes.com/2007/05/21/world/europe/21finch.html. Läst 7 augusti 2018.